# Circondario di Koulikoro
Il circondario di Koulikoro è un circondario del Mali facente parte della regione di Koulikoro. Il capoluogo è Koulikoro.

## Geografia antropica

### Suddivisioni amministrative
Il circondario di Koulikoro è suddiviso in 9 comuni:
- Dinandougou
- Doumba
- Koula
- Koulikoro
- Méguétan
- Nyamina
- Sirakorola
- Tienfala
- Tougouni